# Koekdenken
Koekdenken is een economische term, en houdt in dat men het nationaal inkomen gelijkmatig wil verdelen.

## Betekenis
Het woord heeft een allegorische bedoeling: de koek wordt hier voorgesteld als het inkomen, die men in stukjes moet verdelen. De koek wordt groter als het aantal deelnemers (bijvoorbeeld de belastingbetalers) hier aan mee doen stijgt, en kleiner als dat aantal afneemt. Het woord kan ook opgaan in enkele beperkingen of tekortkomingen in de wet. Het woord zelf ontstond tijdens het imperialisme en tijdens de industriële revolutie. Het ging hier dan om koloniën, wat weer veroorzaakt werd door de toenemende vraag naar producten en land. 
Modern Koekdenken
Toen Nederland zich in de jaren 50 en 60 snel ontwikkelde als verzorgingsstaat, trokken critici, zoals de econoom Jan Willem Oosterwijk, aan de bel. De uitkeringen en de sociale voorzieningen waren volgens hen veel te hoog. Doordat de arme burgers nu meer geld kregen, was het logisch dat ze daar ook tegenover minder zouden doen. Het moderne Koekdenken bepleit dan ook dat er gegeven moet worden met mate en met verstand.